# Thoby Stephen
Thoby Stephen (1880-1906), surnommé le Goth, est membre du Bloomsbury Group, tout comme ses sœurs Vanessa Bell et Virginia Woolf, et son jeune frère Adrian.
Il fait ses études au Trinity College de Cambridge, et est un ami de Lytton Strachey, que son caractère masculin enchante et qui lui fait découvrir le « Club de lecture ». Il est «haut de plus de six pieds et de morphologie un peu lourde. » 
Alors qu'on fonde sur lui les plus grands espoirs, il meurt à l'âge de 26 ans, au cours de vacances en Grèce, de ce qui s'avère être une typhoïde et non une pneumonie.

## Source
- (en) Cet article est partiellement ou en totalité issu de l’article de Wikipédia en anglais intitulé « Thoby Stephen » (voir la liste des auteurs).